# Fritz Nieden
Fritz Nieden (1883 – 1942) foi um zoólogo alemão especializado em herpetologia africana.
Ele trabalhou como zoólogo no Museum für Naturkunde , em Berlim. Seu nome foi dado como nome comum da espécie de lagarto Panaspis megalurus. Em 1911, ele foi o primeiro a descrever Callulina kreffti, uma espécie de sapo, que até o ano de 2004 era a única espécie do gênero Callulina.
O epíteto específico da cecília Boulengerula niedeni é uma homenagem a ele.